# Amyda ornata
Amyda ornata ist eine Weichschildkrötenart aus Südostasien. Sie galt lange als Unterart oder Teilpopulation der Knorpel-Weichschildkröte (Amyda cartilaginea).

## Merkmale
Männchen können 65 Zentimeter Carapaxlänge erreichen, Weibchen bis zu 54 Zentimeter. Am Rückenpanzer befinden sich vorne Tuberkel. Im Vergleich zu Amyda cartilaginea cartilaginea hat Amyda ornata eine hellere braune Grundfarbe. Gelbe, eher verschwommene Punkte sind üblicherweise nur auf den Wangen festzustellen; auf dem Scheitel sind drei, selten zwei, zusammenlaufende schwarze Linien bzw. symmetrisch angeordnete schwarze Punkte sichtbar. Auf dem Rückenpanzer sind keine Augenflecken vorhanden, aber es können unregelmäßig verteilte schwarze Punkte darauf sein.
Die Unterart Amyda ornata ornata unterscheidet sich durch die spitzer zulaufende Schnauze und den glatteren Panzer von Amyda ornata phayrei. Letztere ist oben braun bis olivfarben und unten gelblich weiß und zeigt schwarze Punkte oder Schlangenlinien am Kopf. Die Unterart aus Bangladesch zeigt eine relativ einheitliche blasse Grundfarbe, ein undeutliches Muster am Kopf und ausgeprägte kleine Höcker auf dem Panzer.

## Verbreitung und Unterarten
Amyda ornata kommt in Vietnam, Laos, Kambodscha, Myanmar, dem Nordosten Indiens (Mizoram, Manipur und Tripura) und in Bangladesch vor. Auf Sulawesi und den Kleinen Sundainseln wurde sie von Menschen eingeführt.
Es werden drei Unterarten unterschieden: Amyda ornata ornata aus Laos und Kambodscha (Einzugsgebiet des Mekong), Amyda ornata phayrei aus Thailand und Myanmar (über den Handel auch in Yunnan) sowie eine bisher unbenannte Unterart aus Bangladesch.

## Nutzung und Gefährdung
Diese Art wird gerne verzehrt; ihr Fleisch soll ähnlich wie Kokosnuss schmecken. In chinesischen Restaurants in Phnom Penh (Kambodscha) werden wild gefangene Amyda ornata teurer verkauft als gezüchtete Chinesische Weichschildkröten. Aufgrund der Übernutzung geht der Bestand in Kambodscha jedoch langsam zurück.
Myanmar exportierte 2004 und 2005 insgesamt über 15.000 wild gefangene Tiere nach China und 2009 nochmals 200. Im Irrawaddy-Delfinschutzgebiet in Myanmar ging der Bestand an Amyda ornata und anderen Weichschildkröten seit etwa 2005 zurück, vor allem durch illegalen Handel aufgrund der hohen Nachfrage nach Weichschildkröten im südlichen China.
In den Chittagong Hill Tracts (Bangladesch) beschränkt sich die Nutzung von Amyda ornata bisher auf Subsistenzzwecke.

## Forschungsgeschichte
Erstbeschrieben wurde Amyda ornata von John Edward Gray 1861 als Trionyx ornatus anhand eines Exemplars aus Kambodscha. Die Unterart Amyda ornata phayrei wurde erstmals 1868 von William Theobald als Trionyx phayrei (benannt nach Arthur Purves Phayre) und 1875 als Trionyx ephippium beschrieben. Synonyme für Amyda ornata ornata sind Aspilus ornatus und Ida ornata, ein Synonym für Amyda ornata phayrei ist Aspidonectes phayrei.
Auliya et al. unterschieden Amyda ornata 2016 noch nicht von Amyda cartilaginea; auch die Turtle Taxonomy Working Group stellte sie 2017 als Amyda cartilaginea ornata noch zu dieser Art.